# Крайноставська учительська семінарія

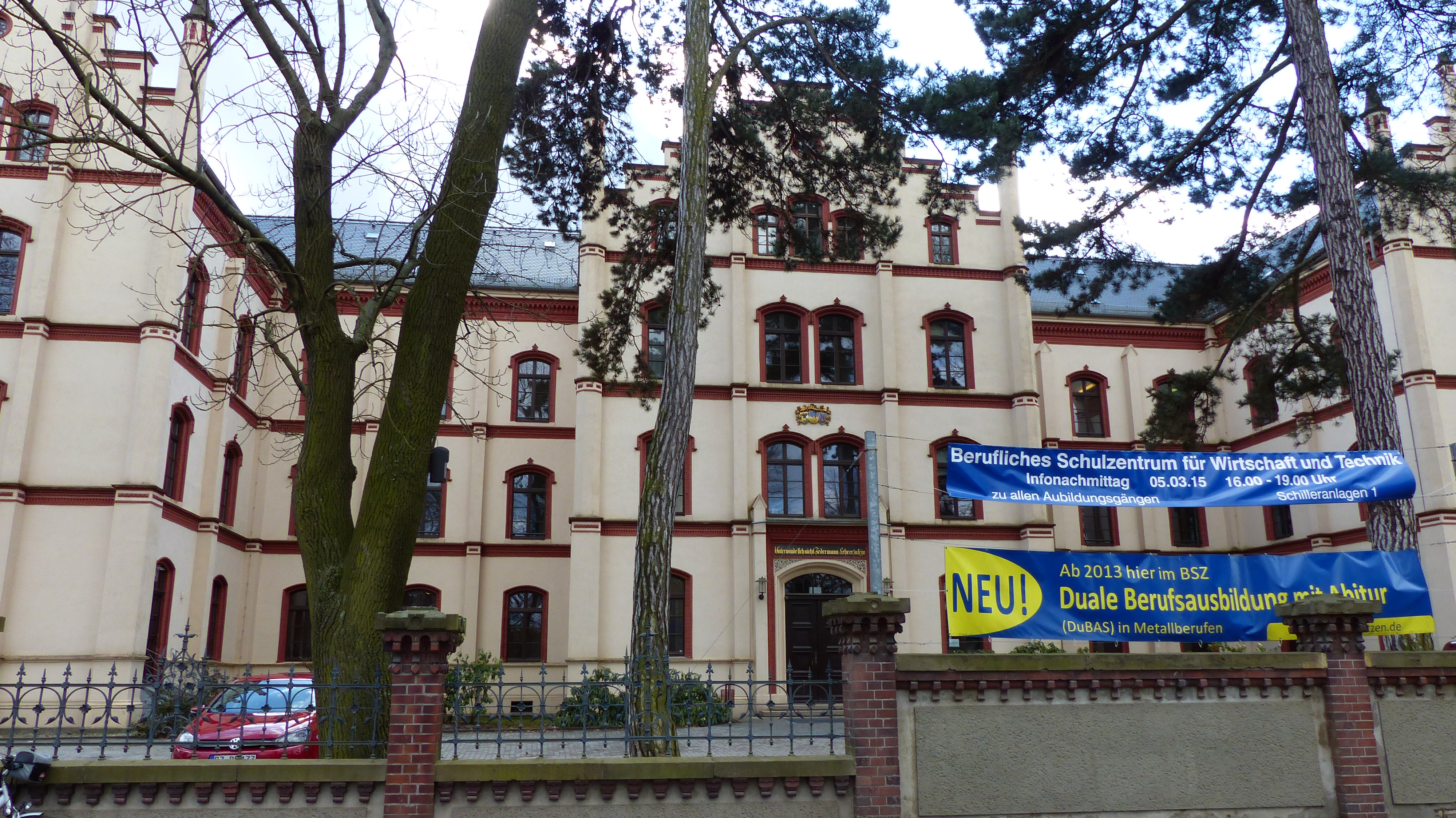
Колишня будівля Крайноставської учительської семінарії на вулиці Schilleranlagen, 1, Бауцен

Крайноставська вчительська семінарія (в. -луж. Krajnostawski wučerski seminar, Budyšinski krajnostawski seminar; нім. Das Landständische Lehrerseminar ) — вище педагогічне училище в Будішин, що діяло в XIX—XX століттях і готувало викладацький склад для серболужицьких шкільних навчальних закладів в Саксонії. В установі навчалися численні представники серболужицької інтелігенції, що зіграли значну роль в серболужицькому національному відродженні.
Термінологія
Власне найменування «Крайноставська» походить від верхньолужицької назви саксонського державного освітнього закладу «Krajne (обласні, провінційні, регіональні) stawy (положення, статути)».

## Історія
У 1817 році в Будішині була заснована державна інституція «Krajne stawy», якій пропонувалося займатися освітою серболужицького населення Саксонії. Для установи було виділено будівлю в Старому місті на Монастирській вулиці (Mnišа hasa). В цьому ж році в будівлі стало діяти педагогічне училище, яке отримало назву «Крайноставська вчительська семінарія». З 1857 року училище розташовувалося в будівлі сучасного Центру професійної освіти (Berufsschulzentrum) на вулиці Schilleranlagen, 1.
До 1851 року в училищі відбувалося спільне навчання студентів лютеранського і католицького віросповідання. В училищі існував пропорційний поділ студентів за конфесійною ознакою. До 1830 року в училищі на державне забезпечення брали одного кандидата-католика на трьох кандидатів-лютеран. З 1830 по 1846 року студенти, які того потребували, отримували стипендію від Міністерства культури Саксонії, що призвело до збільшення абітурієнтів на 40 %. У 1836 році при училищі були створені підготовчі класи для хлопчиків.
З 1834 по 1840 роки серболужицькі студенти навчалися верхньолужицькою мовою в класі лютеранського священика Гандрія Лубенського. З 1849 року в училищі на лужицькій мові викладали Ян Смолер і з 1858 року — Корла Фідлер. У період з 1817 по 1851 роки училище закінчило 47 випускників-католиків.
У 1851 році місцевий католицький єпископ отримав дозвіл на відкриття католицького педагогічного училища, яке було засноване при Соборі святого Петра. З цього року в Крайноставській учительській семінарії почали навчатися тільки студенти лютеранського віросповідання.
Училище припинило свою діяльність після приходу до влади нацистів у 1933 році.
Училище закінчили лінгвіст Рудольф Єнч (1924 року), композитор Корла Коцор (1842 року), письменник Ян Ганчка (1888 року), поет Ян Мучінк (1842 року), краєзнавець Юрій Пілк (1876 року), письменник Корла Шеца (1877 року), ботанік і ентомолог Міхал Росток і письменник Ян Веля (1842 року).